# Ian Ferguson
Ian Gordon Ferguson (Taumarunui 20 juli 1952) is een Nieuw-Zeelands kanovaarder. 
Ferguson nam vijfmaal deel aan de Olympische Zomerspelen. Bij Ferguson zijn derde olympische optreden tijdens de spelen van 1984 in het Amerikaanse Los Angeles won hij drie gouden medailles, op de K-1 en K-2 500 meter en de K-4 1000 meter. Vier jaar later tijdens de spelen van Seoel prolongeerde Ferguson samen met Paul MacDonald hun olympische titel op de K-2 500 meter, op de K-2 1000 meter moest Ferguson genoegen nemen met de zilveren medaille.
Tijdens de openingsceremonie van de Olympische Zomerspelen 1988 in Seoel mocht Ferguson  de Nieuw-Zeelandse vlag dragen.
Op wereldkampioenschappen won Ferguson vijf medailles twee gouden en drie zilveren. In 1985 werd Ferguson wereldkampioen op de K-2 500 meter en twee jaar later op de K-2 1000 meter.
Ferguson is de enige Nieuw-Zeelander met vier olympische gouden medailles.

## Belangrijkste resultaten

### Olympische Zomerspelen
| Editie | Plaats      | Resultaten                          |
| ------ | ----------- | ----------------------------------- |
| 1976   | Montreal    | herkansingen K-1 500m               |
| 1980   | Moskou      | 7e K-1 500m 8e K-1 1.000m           |
| 1984   | Los Angeles | K-1 500m K-2 500m K-4 1.000m        |
| 1988   | Seoel       | K-2 500m K-2 1.000 m                |
| 1992   | Barcelona   | halve finale K-2 500m 8e K-2 1.000m |

### Wereldkampioenschappen vlakwater
| Jaar | Plaats   | Resultaten           |
| ---- | -------- | -------------------- |
| 1983 | Tampere  | K-1 500m             |
| 1985 | Mechelen | K-2 500m             |
| 1987 | Duisburg | K-2 1000m · K-2 500m |
| 1990 | Poznań   | K-2 10.000m          |

1976: Vasile Dîba ·
1980: Vladimir Parfenovitsj ·
1984: Ian Ferguson ·
1988: Zsolt Gyulay ·
1992: Mikko Kolehmainen ·
1996: Antonio Rossi ·
2000: Knut Holmann ·
2004: Adam van Koeverden ·
2008: Ken Wallace
1976: Joachim Mattern & Bernd Olbricht ·
1980: Vladimir Parfenovitsj & Sergej Tsjoechrai ·
1984: Ian Ferguson & Paul MacDonald ·
1988: Ian Ferguson & Paul MacDonald ·
1992: Kay Bluhm & Torsten Gutsche ·
1996: Kay Bluhm & Torsten Gutsche ·
2000: Zoltán Kammerer & Botond Storcz ·
2004: Ronald Rauhe & Tim Wieskötter ·
2008: Saúl Craviotto & Carlos Pérez ·
2024: Max Lemke & Jacob Schopf
1964: Anatoli Grisjin & Vjatsjeslav Ionov & Vladimir Morozov & Nikolai Tsjoezjikov ·
1968: Steinar Amundsen & Tore Berger & Jan Johansen & Egil Søby ·
1972: Valeri Didenko & Joeri Filatov & Vladimir Morozov & Joeri Stetsenko ·
1976: Aleksandr Degtjarev & Joeri Filatov & Vladimir Morozov & Sergej Tsjoechrai ·
1980: Bernd Duvigneau & Rüdiger Helm & Harald Marg & Bernd Olbricht ·
1984: Grant Bramwell & Ian Ferguson & Paul MacDonald & Alan Thompson ·
1988: Attila Ábrahám & Ferenc Csipes & Zsolt Gyulay & Sándor Hódosi ·
1992: Mario von Appen & Oliver Kegel & Thomas Reineck & André Wohllebe ·
1996: Detlef Hofmann & Thomas Reineck & Olaf Winter & Mark Zabel ·
2000: Gábor Horváth & Zoltán Kammerer & Botond Storcz & Ákos Vereckei ·
2004: Gábor Horváth & Zoltán Kammerer & Botond Storcz & Ákos Vereckei ·
2008: Abalmasaw & Litvintsjoek & Machnew & Pjatroesjenka ·
2012: Jacob Clear & Dave Smith & Tate Smith & Murray Stewart ·
2016: Marcus Groß & Max Hoff & Tom Liebscher & Max Rendschmidt